# Blang Kala
Blang Kala is een bestuurslaag in het regentschap Gayo Lues van de provincie Atjeh, Indonesië. Blang Kala telt 377 inwoners (volkstelling 2010).